# 대구용호초등학교
대구용호초등학교는 대한민국 대구광역시 동구에 있는 초등학교다.

## 연혁
- 1999-03-01 개교식 23학급 편성(학생수 973명)
- 1999-05-06 개교기념일 지정
- 2000-03-01 대구광역시교육청 교실수업개선 정책연구학교 지정
- 2000-03-01 제2대 김수기 교장 취임, 23학급 편성(학생수 1,275명)
- 2000-11-09 정책연구학교 운영 1차 보고회
- 2001-03-01 33학급 편성(학생수 1,484명)
- 2001-11-01 정책연구학교 운영 2차 보고회
- 2002-03-01 체육창고 1동 건조
- 2002-03-01 37학급 편성(학생수 1,627명)
- 2002-12-31 별관 단층 5개 교실 신축
- 2003-03-01 제3대 이미주 교장 취임
- 2003-03-01 42학급 편성(학생수 1,686명)
- 2003-04-10 별관 단층 5개 교실 신축
- 2003-11-05 동부교육청 초등'나'지역 자율장학 중심학교 수업공개 및 워크숍
- 2004-02-14 별관 2층 5개 교실 신축
- 2004-03-01 44학급 편성(학생수 1,745명)
- 2004-10-25 동부교육청 주최 제1회 경필쓰기 대회 종합 우수학교 표창
- 2004-12-21 창의성 교육 최우수 학교 표창
- 2004-12-22 교육활동(생활지도 분야) 우수 학교 표창
- 2005-03-01 48학급 편성(1,726명)
- 2005-10-25 동부교육청 주회 제2회 경필쓰기대회 취우수 학교상 수상
- 2005-11-09 동부교육청 주최 좋은시 암송대회 우수 학교상 수상
- 2006-02-17 제7회 졸업식(졸업생 266명, 총 1,314명)
- 2006-03-01 제4대 박호준 교장 부임, 49학급 편성(학생수 1,666명)
- 2006-03-01 대구광역시 교육청 교육정보화(사이버 가정학습) 시범학교 지정
- 2006-05-23 학부모와 함께하는 합창경연 최우수 수상
- 2006-12-28 2006 학교교육정보화추진 우수학교 선정
- 2007-02-14 제8회 졸업식(졸업생 262명, 총 1,576명)
- 2007-03-01 46학급 편성(학생수 1,527명)
- 2007-10-19 대구광역시 교육청 교육정보화(사이버 가정학습) 시범학교 보고회
- 2008-02-14 제9회 졸업식(졸업생 268명, 총 1844명)
- 2008-03-02 시업식(43학급 편성)
- 2008-10-09 대구광역시과학동아리발표대회 금상(대구시교육청)
- 2008-10-25 한국학생과학탐구올림픽과학동아리활동전국대회 금상(삼성전자주식회사)
- 2008-12-24 유,초 윈-윈 장학활동 공모제 우수(대구시교육청)
- 2008-12-26 수준별 소집단수업 우수(동부교육청)
- 2009-02-12 제10회 졸업식
- 2009-02-19 보건실 현대화 사업
- 2009-02-19 도서관 현대화 사업
- 2009-03-01 제5대 김호순 교장 부임
- 2009-03-02 시업식(42학급 편성)
- 2009-05-23 제3회 용호·창의 과학 캠프 실시
- 2009-05-24 제31회 공군참모총장배 Space Challenge 2009 장려 및 입선 수상
- 2009-05-30 제38회 전국소년체전 3000m릴레이 동상 수상
- 2009-06-25 영어체험실, 용호갤러리 개관식
- 2009-07-11 대구광역시청소년과학탐구대회 기계과학부문 동상 수상
- 2009-08-26 학교환경개선사업(천정형냉난방공사)
- 2009-09-03 학교환경개선사업(구내방송시설설치공사)
- 2009-09-16 대구광역시과학동아리발표대회 은상 수상
- 2009-10-06 학교환경개선사업(도색 및 연결복도공사)
- 2009-11-02 대구동부교육청 제2회 미술그리기대회 최우수 수상
- 2009-11-07 제91회 전국소년체육대회대비평가전 300m 1위, 1000m 3위
- 2009-12-10 과학으뜸학교 우수 선정
- 2009-12-17 체육활성화 우수학교 선정
- 2009-12-23 유,초 윈-윈 장학활동 공모제 우수
- 2010-02-10 제11회 졸업식(졸업생 242명)
- 2010-03-02 시업식(41학급 편성)
- 2010-04-02 대구광역시 소년체육대회(인라인롤러) 여초부3위(학교), 2위(학생), 1위(학생)
- 2010-05-17 학부모와 함께하는 제6회 합창경연대회 우수 수상
- 2010-06-23 창의두레장학 중심학교 운영
- 2010-09-15 학교스포츠클럽대회 풋살 예선 C조 3위
- 2010-09-16 대구광역시 과학동아리활동발표대회 장려상 수상
- 2010-09-18 대구과학 싹 잔치 참가(과학동아리, 환경동아리)
- 2010-10-27 녹색학당 알뜰장터 및 도서바자회 개최
- 2010-12-15 교육과정 워크숍 개최
- 2010-12-24 학교 홍보 우수
- 2010-12-24 유,초 윈-윈 장학활동 공모제 장려
- 2010-12-24 과학으뜸학교 우수 선정
- 2010-12-24 학교 특색사업 경영 장려
- 2010-12-30 2010학년도 교육활동 우수학교 표창
- 2011-03-01 제6대 이상조 교장 취임
- 2011-07-08 제7회 합창 경연대회(시) 우수
- 2011-08-15 과학실 현대화 사업
- 2011-09-18 급식소 현대화 사업
- 2011-11-07 학교안전강화 시설 설치
- 2012-02-16 제13회 졸업식(졸업생 216명, 총 2742명)
- 2012-03-02 2012학년도 시업식(38학급 편성)
- 2012-03-07 대구용호초등학교 병설유치원 개원
- 2013-03-01 제7대 이미우 교장 취임
- 2013-03-04 2013학년도 시업식(36학급 편성)
- 2013-09-22 화장실 개조 공사 완료
- 2014-02-13 제15회 졸업식(졸업생 160명, 총 3096명)
- 2014-03-01 제8대 안광철 교장 취임
- 2014-03-03 2014학년도 시업식(34학급 편성)
- 2015-02-13 제16회 졸업식(졸업생 142명, 총 3236명)
- 2015-03-02 2015학년도 시업식(33학급 편성)